# Weltcup im Skibergsteigen
Der Weltcup im Skibergsteigen ist eine während des Winters ausgetragene Reihe von internationalen Wettkämpfen im Skibergsteigen und die höchste Wettkampfklasse der Sportart. Organisiert werden die Rennen vom Weltverband der ISMF. Die ersten offiziellen Weltcups fanden 2004 statt.

## Organisation
Die Wettkampfserie besteht heute aus neun Weltcups. Die Saison umfasst insgesamt 20 verschiedene Rennen.

## Statistik

### Männer
| Saison  | Sieger                | Zweiter               | Dritter               |
| ------- | --------------------- | --------------------- | --------------------- |
| 2005/06 | Guido Giacomelli      | Grégory Gachet        | Florent Perrier       |
| 2006/07 | Dennis Brunod         | Manfred Reichegger    | Guido Giacomelli      |
| 2007/08 | Dennis Brunod         | Manfred Reichegger    | Florent Perrier       |
| 2008/09 | Manfred Reichegger    | Denis Trento          | Kílian Jornet Burgada |
| 2009/10 | Florent Troillet      | Manfred Reichegger    | Kílian Jornet Burgada |
| 2010/11 | Kílian Jornet Burgada | William Bon Mardion   | Robert Antonioli      |
| 2011/12 | Kílian Jornet Burgada | William Bon Mardion   | Manfred Reichegger    |
| 2012/13 | William Bon Mardion   | Mathéo Jacquemoud     | Manfred Reichegger    |
| 2013/14 | Damiano Lenzi         | Kílian Jornet Burgada | William Bon Mardion   |
| 2014/15 | Damiano Lenzi         | Robert Antonioli      | Matteo Eydallin       |
| 2015/16 | Michele Boscacci      | Robert Antonioli      | Anton Palzer          |
| 2016/17 | Robert Antonioli      | Michele Boscacci      | Damiano Lenzi         |
| 2017/18 | Michele Boscacci      | Robert Antonioli      | Oriol Cardona Coll    |
| 2018/19 | Robert Antonioli      | Anton Palzer          | Michele Boscacci      |
| 2019/20 | Robert Antonioli      | Davide Magnini        | Werner Marti          |
| 2020/21 | Robert Antonioli      | Thibaut Anselmet      | Davide Magnini        |
| 2021/22 | Michele Boscacci      | Thibaut Anselmet      | Oriol Cardona Coll    |
| 2022/23 | Thibaut Anselmet      | Maximilien Drion      | Rémi Bonnet           |
| 2023/24 | Thibaut Anselmet      | Maximilien Drion      | Rémi Bonnet           |
| 2024/25 |                       |                       |                       |

### Frauen
| Saison  | Siegerin               | Zweite                 | Dritte                    |
| ------- | ---------------------- | ---------------------- | ------------------------- |
| 2005/06 | Francesca Martinelli   | Catherine Mabillard    | Gabrielle Magnenat        |
| 2006/07 | Roberta Pedranzini     | Francesca Martinelli   | Corinne Favre             |
| 2007/08 | Roberta Pedranzini     | Francesca Martinelli   | Laëtitia Roux             |
| 2008/09 | Laëtitia Roux          | Roberta Pedranzini     | Francesca Martinelli      |
| 2009/10 | Roberta Pedranzini     | Francesca Martinelli   | Mireia Miró Varela        |
| 2010/11 | Nathalie Etzensperger  | Laëtitia Roux          | Mireia Miró Varela        |
| 2011/12 | Laëtitia Roux          | Mireia Miró Varela     | Maude Mathys              |
| 2012/13 | Laëtitia Roux          | Gloriana Pellissier    | Maude Mathys              |
| 2013/14 | Laëtitia Roux          | Maude Mathys           | Sophie Dusautoir Bertrand |
| 2014/15 | Laëtitia Roux          | Axelle Mollaret        | Emelie Forsberg           |
| 2015/16 | Laëtitia Roux          | Clàudia Galicia        | Jennifer Fiechter         |
| 2016/17 | Laëtitia Roux          | Axelle Mollaret        | Clàudia Galicia           |
| 2017/18 | Axelle Mollaret        | Laëtitia Roux          | Alba de Silvestro         |
| 2018/19 | Clàudia Galicia        | Nahia Quincoces Altuna | Alba de Silvestro         |
| 2019/20 | Marianne Fatton        | Alba de Silvestro      | Ilaria Veronese           |
| 2020/21 | Axelle Gachet-Mollaret | Tove Alexandersson     | Marta Garcia Farrés       |
| 2021/22 | Emily Harrop           | Axelle Gachet-Mollaret | Giulia Murada             |
| 2022/23 | Emily Harrop           | Giulia Murada          | Célia Perillat-Pessey     |
| 2023/24 | Emily Harrop           | Célia Perillat-Pessey  | Alba de Silvestro         |
| 2024/25 |                        |                        |                           |